# Football Club Bari 1908 2014-2015
Questa voce raccoglie le informazioni riguardanti il Football Club Bari 1908 nelle competizioni ufficiali della stagione 2014-2015.

## Stagione
Quella del 2014-2015 è la prima stagione del F.C. Bari 1908, società che ha preso il posto della fallita A.S. Bari appartenuta per 37 anni alla famiglia Matarrese. Con il termine del passato campionato si dimettono gli allenatori Roberto Alberti e Nunzio Zavettieri e il direttore sportivo Guido Angelozzi.
Il 7 luglio il neo presidente Gianluca Paparesta presenta alla stampa il nuovo tecnico Devis Mangia e il nuovo d.s. Stefano Antonelli.
Il ritiro estivo è stato svolto a Pieve di Cadore in provincia di Belluno e a Castel di Sangro in Abruzzo.
Il campionato inizia con una vittoria, una sconfitta e un pareggio rispettivamente con le neopromosse Virtus Entella, Perugia e Frosinone.
L'inizio di campionato è poco soddisfancente tant'è che alla 14ª giornata, dopo la sconfitta per 3-0 contro il Crotone, la società decide di esonerare l'allenatore Devis Mangia. Sotto la sua guida tecnica la squadra ha guadagnato 4 vittorie e 4 pareggi, subendo 6 sconfitte. Dopo 14 partite il Bari è 14º in classifica con appena 16 punti. Il 17 novembre 2014 viene ufficializzato l'ingaggio di Davide Nicola con accordo fino al 30 giugno 2016. Viene presentato alla stampa il giorno seguente. Nella prima partita ufficiale del nuovo tecnico, il Bari conquista una vittoria per 2-1 contro il Trapani.
La squadra termina la prima parte di campionato al 15º posto in classifica con 25 punti.
Durante il mercato invernale viene ceduto Alen Stevanović allo Spezia in cambio dei prestiti con diritto di riscatto dei calciatori Ebagua e Schiattarella. I centrocampisti Wolski e Adrian Stoian fanno ritorno rispettimanetene alla Fiorentina e al Chievo. Via Milan arriva a titolo definitivo il giovane attaccante Kingsley Boateng. Giunge inoltre al Bari dal Cluj il calciatore rumeno Rada.
La squadra biancorossa chiude la stagione classificandosi al decimo posto, fallendo l'aggancio alla zona play-off.

## Divise e sponsor
Per la stagione 2014-2015 lo sponsor tecnico è Erreà.
A differenza degli anni passati nella prima divisa il colore predominante della maglia è il rosso. I pantaloncini restano bianchi mentre i calzettoni diventano neri. Nella seconda divisa il colore principale della maglia è invece il bianco, mentre nella terza divisa per la prima volta nella storia del Bari il colore dell'uniforme è il nero.
Come main sponsor viene riconfermato per la seconda stagione consecutiva la società svizzera SuisseGas.
| 1ª divisa | 2ª divisa | 3ª divisa | Portiere |

## Organigramma societario[16][17][17][18]
Area direttiva
- Presidente: Gianluca Paparesta

Area organizzativa
- Club Manager: Pierfrancesco Barletta
- Team Manager e Resp. Comunicazione: Alberto Marangon
- Ufficio stampa: Fabio Foglianese
- Coordinatore Biglietteria: Francesco Laforgia
- Visor Sviluppo Infrastrutture: Giuseppe Camicia
- Responsabile Stadio San Nicola: Vito Fanelli

Area Amministrativa
- Responsabile Amministrativa: Antonella Indiveri

Area marketing
- Senior Marketing Advisor: Gianluca Trisolini
- Ufficio Marketing - Responsabile Progetti Speciali: Gianluca Spagnuolo

Area sportiva
- Direttore Sportivo: Stefano Antonelli
- Collaboratore direttore sportivo: Razvan Zamfir (dal 01/01/2015)
- Segretario sportivo: Piero Doronzo
- Segretario Settore Giovanile: Paolo Daucelli

Area sanitaria
- Responsabile sanitario: Biagio Moretti
- Medico sociale: Lorenzo Moretti
- Medico sociale: Alessio Casalino
- Medico sociale: Alfredo Scardicchio
- Fisioterapista: Gianluca Gresi
- Fisioterapista: Vitantonio Pascale
- Fisioterapista: Marco Vespasiani

Staff tecnico
- Allenatore: Devis Mangia (fino al 16 novembre 2014), poi Davide Nicola
- Allenatore in 2ª: Paolo Cozzi (fino al 16 novembre 2014), poi Vanni Sartini
- Collaboratori tecnici: Manuele Cacicia (dal 17 novembre 2014), Giovanni Loseto, Luca Righi
- Preparatori Atletici: Consalvo Acella, Daniele Riganti (fino al 16 novembre 2014), Gabriele Stoppino (dal 17 novembre 2014)
- Preparatore portieri: Mauro Bacchin (fino al 16 novembre 2014), poi Rossano Berti

## Rosa

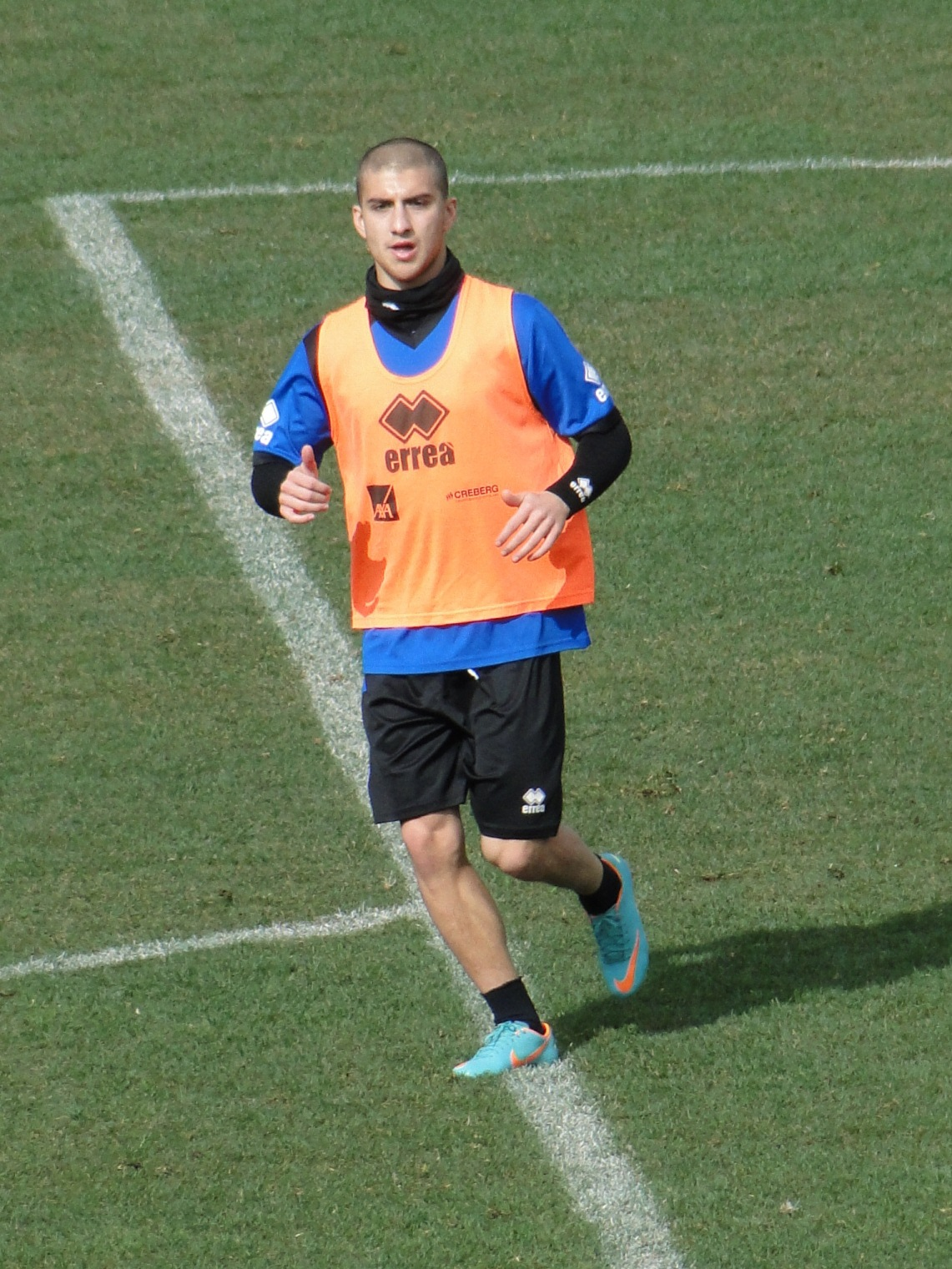
Giuseppe De Luca, acquisto arrivato in prestito dall'Atalanta

Rosa aggiornata al 2 febbraio 2015.
| N. |                    | Ruolo | Calciatore        |
| -- | ------------------ | ----- | ----------------- |
| 1  | Italia (bandiera)  | P     | Enrico Guarna     |
| 2  | Italia (bandiera)  | D     | Stefano Sabelli   |
| 3  | Italia (bandiera)  | D     | Simone Salviato   |
| 4  | Italia (bandiera)  | C     | Marco Romizi      |
| 5  | Italia (bandiera)  | C     | Massimo Donati    |
| 6  | Italia (bandiera)  | D     | Jonathan Rossini  |
| 6  | Romania (bandiera) | D     | Ionuț Rada        |
| 7  | Italia (bandiera)  | A     | Kingsley Boateng  |
| 8  | Italia (bandiera)  | C     | Daniele Sciaudone |
| 8  | Italia (bandiera)  | D     | Leandro Rinaudo   |
| 9  | Italia (bandiera)  | A     | Giuseppe De Luca  |
| 10 | Italia (bandiera)  | A     | Cristian Galano   |
| 11 | Serbia (bandiera)  | C     | Alen Stevanović   |
| 12 | Italia (bandiera)  | P     | Alessandro Micai  |
| 13 | Italia (bandiera)  | D     | Alessandro Ligi   |
| 13 | Italia (bandiera)  | D     | Simone Benedetti  |
| 14 | Camerun (bandiera) | C     | Joseph Minala     |
| 15 | Italia (bandiera)  | D     | Matteo Contini    |

| N. |                    | Ruolo | Calciatore                  |
| -- | ------------------ | ----- | --------------------------- |
| 16 | Italia (bandiera)  | D     | Lorenzo Filippini           |
| 17 | Italia (bandiera)  | A     | Anthony Partipilo           |
| 17 | Nigeria (bandiera) | A     | Osarimen Ebagua             |
| 18 | Italia (bandiera)  | A     | Francesco Caputo (capitano) |
| 20 | Romania (bandiera) | C     | Adrian Stoian               |
| 21 | Polonia (bandiera) | C     | Rafał Wolski                |
| 22 | Italia (bandiera)  | P     | Antonio Donnarumma          |
| 23 | Senegal (bandiera) | D     | Dembel Sall                 |
| 23 | Italia (bandiera)  | C     | Pasquale Schiattarella      |
| 24 | Italia (bandiera)  | D     | Michele Camporese           |
| 25 | Italia (bandiera)  | C     | Marino Defendi              |
| 26 | Croazia (bandiera) | C     | Tomislav Gomelt             |
| 27 | Italia (bandiera)  | D     | Marco Calderoni             |
| 29 | Italia (bandiera)  | D     | Federico Masi               |
| 30 | Italia (bandiera)  | C     | Gaetano Castrovilli         |
| 33 | Italia (bandiera)  | A     | Antonio Rozzi               |
| 33 | Italia (bandiera)  | C     | Nicola Bellomo              |
| 34 | Italia (bandiera)  | A     | Manèl Minicucci             |

## Calciomercato

### Sessione estiva (dall'1/07 all'1/09)
| Acquisti | Acquisti             | Acquisti   | Acquisti                         |
| R.       | Nome                 | da         | Modalità                         |
| -------- | -------------------- | ---------- | -------------------------------- |
| P        | Antonio Donnarumma   | Genoa      | prestito con diritto di riscatto |
| P        | Alessandro Micai     | Südtirol   | definitivo                       |
| D        | Simone Salviato      | Novara     | definitivo                       |
| D        | Alessandro Ligi      | Parma      | definitivo                       |
| D        | Dembell Sall         | Parma      | compartecipazione                |
| D        | Matteo Contini       | Atalanta   | prestito                         |
| D        | Jonathan Rossini     | Sassuolo   | prestito con diritto di riscatto |
| D        | Federico Masi        | Paganese   | fine prestito                    |
| D        | Michele Camporese    | Fiorentina | prestito con diritto di riscatto |
| D        | Lorenzo Filippini    | Lazio      | prestito                         |
| C        | Alen Stevanović      | Torino     | prestito con diritto di riscatto |
| C        | Adrian Stoian        | Chievo     | prestito                         |
| C        | Joseph Minala        | Lazio      | prestito                         |
| C        | Massimo Donati       | Verona     | definitivo                       |
| C        | Rafał Wolski         | Fiorentina | prestito                         |
| C        | Tomislav Gomelt      | Tottenham  | prestito                         |
| A        | Giuseppe De Luca     | Atalanta   | prestito                         |
| A        | Antonio Rozzi        | Lazio      | prestito con diritto di riscatto |
| A        | Anthony Partipilo    | Cosenza    | fine prestito                    |
| A        | Souleymane Coulibaly | Tottenham  | definitivo                       |

| Cessioni | Cessioni                 | Cessioni    | Cessioni              |
| R.       | Nome                     | a           | Modalità              |
| -------- | ------------------------ | ----------- | --------------------- |
| P        | Miodrag Mitrović         | Chiasso     | fine prestito         |
| P        | Alexandru Pena           |             | svincolato            |
| D        | Dimitrios Vosnakidis     | Lucchese    | prestito              |
| D        | Vincenzo Chiochia        | Lucchese    | prestito              |
| D        | Marco Chiosa             | Torino      | fine prestito         |
| D        | Luca Ceppitelli          | Parma       | definitivo            |
| D        | Damiano Zanon            | Benevento   | fine prestito         |
| D        | Diego Polenta            | Genoa       | fine prestito         |
| D        | Richard-Quentin Samnick  | Martina     | prestito              |
| C        | Salvatore Santeramo      | Lucchese    | prestito              |
| C        | Federico Pizzutelli      | Lucchese    | prestito              |
| C        | Marco Ezio Fossati       | Milan       | fine prestito         |
| C        | Andrea De Falco          | Benevento   | definitivo            |
| C        | Gennaro Del Vecchio      |             | fine carriera         |
| C        | Enis Nadarević           | Genoa       | fine prestito         |
| C        | Ignacio Lores Varela     | Palermo     | fine prestito         |
| C        | Lorenzo Longo            | Matera      | prestito              |
| C        | Giovanni Di Noia         | Matera      | prestito              |
| C        | Richard Lugo             |             | risoluzione contratto |
| A        | Alessandro Marotta       | Benevento   | definitivo            |
| A        | Stefano Beltrame         | Juventus    | fine prestito         |
| A        | Edgar Çani               | Catania     | fine prestito         |
| A        | Antonio Gammone          | Juve Stabia | prestito              |
| A        | Souleymane Coulibaly     | Pistoiese   | prestito              |
| A        | Diego Albadoro           | Matera      | definitivo            |
| A        | João Pedro Pereira Silva | Palermo     | definitivo            |

### Sessione invernale (dal 05/01 al 02/02)
| Acquisti | Acquisti               | Acquisti       | Acquisti                         |
| R.       | Nome                   | da             | Modalità                         |
| -------- | ---------------------- | -------------- | -------------------------------- |
| D        | Simone Benedetti       | Cagliari       | prestito                         |
| D        | Ionuț Rada             | CFR Cluj       | definitivo                       |
| D        | Leandro Rinaudo        | Virtus Entella | prestito                         |
| C        | Nicola Bellomo         | Chievo         | prestito                         |
| C        | Pasquale Schiattarella | Spezia         | prestito con diritto di riscatto |
| A        | Osarimen Ebagua        | Spezia         | prestito con diritto di riscatto |
| A        | Kingsley Boateng       | Milan          | definitivo                       |

| Cessioni | Cessioni          | Cessioni       | Cessioni      |
| R.       | Nome              | a              | Modalità      |
| -------- | ----------------- | -------------- | ------------- |
| D        | Federico Masi     | Lupa Roma      | definitivo    |
| D        | Alessandro Ligi   | Virtus Entella | prestito      |
| D        | Jonathan Rossini  | Sassuolo       | fine prestito |
| C        | Alen Stevanović   | Spezia         | prestito      |
| C        | Rafał Wolski      | Fiorentina     | fine prestito |
| C        | Adrian Stoian     | Chievo         | fine prestito |
| C        | Daniele Sciaudone | Catania        | prestito      |
| A        | Antonio Rozzi     | Lazio          | fine prestito |

## Risultati

### Serie B

#### Girone di andata
| Arbitro: | Baracani (Firenze) |

|  |           |                       |
|  | Marcatori | 66’ Caputo 89’ Galano |

| Arbitro: | Pasqua (Tivoli) |

|  |           |                              |
|  | Marcatori | 28’ Falcinelli 76’ Del Prete |

| Arbitro: | Pinzani (Empoli) |

|                |           |            |
| Paganini 90+5’ | Marcatori | 40’ Donati |

| Arbitro: | Minelli (Varese) |

|                                |           |  |
| Sciaudone 16’ Stevanović 90+5’ | Marcatori |  |

| Arbitro: | Maresca (Napoli) |

|            |           |  |
| Ragusa 73’ | Marcatori |  |

| Arbitro: | Merchiori (Ferrara) |

|           |           |             |
| Cerri 15’ | Marcatori | 60’ De Luca |

| Arbitro: | Ros (Pordenone) |

|            |           |            |
| Caputo 22’ | Marcatori | 25’ Salifu |

| Arbitro: | Candussio (Cervignano del Friuli) |

|                               |           |                            |
| Rosina 20’ (rig.), 66’ (rig.) | Marcatori | 5’ Caputo 33’, 53’ De Luca |

| Arbitro: | Fabbri (Ravenna) |

|                                                  |           |                       |
| Romizi 7’ Caputo 13’, 90+3’ (rig.) Sciaudone 49’ | Marcatori | 26’ Comi 72’ Castaldo |

| Arbitro: | Manganiello (Pinerolo) |

|                               |           |               |
| Lupoli 32’ (rig.) Pereira 73’ | Marcatori | 64’ Sciaudone |

| Arbitro: | Chiffi (Padova) |

|             |           |                     |
| De Luca 88’ | Marcatori | 31’ (rig.) Memushaj |

| Arbitro: | Abisso (Palermo) |

|                             |           |  |
| Marchi 20’ (rig.), 31’, 85’ | Marcatori |  |

| Arbitro: | Pairetto (Nichelino) |

|  |           |             |
|  | Marcatori | 5’ Avenatti |

| Arbitro: | Baracani (Firenze) |

|                                        |           |  |
| Ciano 20’ De Giorgio 66’ Maiello 90+3’ | Marcatori |  |

| Arbitro: | Aureliano (Bologna) |

|                              |           |                    |
| Galano 32’ Caputo 67’ (rig.) | Marcatori | 81’ (rig.) Mancosu |

| Arbitro: | Mariani (Aprilia) |

|                   |           |  |
| Laribi 45+3’, 71’ | Marcatori |  |

| Arbitro: | Minelli (Varese) |

|  |           |             |
|  | Marcatori | 53’ Mbakogu |

| Arbitro: | La Penna (Roma) |

|  |           |              |
|  | Marcatori | 90+2’ Minala |

| Arbitro: | Candussio (Cervignano del Friuli) |

|            |           |  |
| Minala 64’ | Marcatori |  |

| Arbitro: | Pasqua (Tivoli) |

|                             |           |            |
| Di Cesare 43’ Sodinha 90+1’ | Marcatori | 68’ Caputo |

| Arbitro: | Mariani (Aprilia) |

|  |           |                                      |
|  | Marcatori | 56’ Bakic 83’ Catellani 92’ Čanađija |

#### Girone di ritorno
| Bari 17 gennaio 2015, ore 15:00 CET 22ª giornata | Bari            | 0 – 0 referto | Virtus Entella | Stadio San Nicola (17.035 spett.)\| Arbitro: \| La Penna (Roma) \| |
| Arbitro:                                         | La Penna (Roma) |               |                |                                                                    |

| Arbitro: | Fabbri (Ravenna) |

|                |           |             |
| Giacomazzi 70’ | Marcatori | 12’ De Luca |

| Arbitro: | Manganiello (Pinerolo) |

|                                                      |           |  |
| De Luca 2’ Zanon 45+1’ (aut.) Ebagua 53’ (rig.), 82’ | Marcatori |  |

| Arbitro: | Ghersini (Genova) |

|                                                         |           |                            |
| Luci 5’ Vantaggiato 10’, 90+1’ Maicon 66’ Siligardi 89’ | Marcatori | 80’ (aut.) Luci 81’ Caputo |

| Arbitro: | Baracani (Firenze) |

|  |           |             |
|  | Marcatori | 73’ Petagna |

| Arbitro: | Gavillucci (Latina) |

|                       |           |  |
| Galano 32’ Donati 37’ | Marcatori |  |

| Arbitro: | Di Paolo (Avezzano) |

|  |           |             |
|  | Marcatori | 24’ Boateng |

| Arbitro: | Candussio (Cervignano del Friuli) |

|             |           |              |
| De Luca 90’ | Marcatori | 84’ Rossetti |

| Arbitro: | Pasqua (Tivoli) |

|                         |           |  |
| D'Angelo 24’ Trotta 84’ | Marcatori |  |

| Arbitro: | Chiffi (Padova) |

|                                    |           |  |
| Sabelli 34’ Boateng 48’ Galano 81’ | Marcatori |  |

| Pescara 20 marzo 2015, ore 20:30 CET 32ª giornata | Pescara          | 0 – 0 referto | Bari | Stadio Adriatico (10.689 spett.)\| Arbitro: \| Fabbri (Ravenna) \| |
| Arbitro:                                          | Fabbri (Ravenna) |               |      |                                                                    |

| Arbitro: | Gavillucci (Latina) |

|             |           |  |
| Bellomo 54’ | Marcatori |  |

| Arbitro: | La Penna (Roma) |

|                   |           |  |
| Ceravolo 63’, 74’ | Marcatori |  |

| Arbitro: | Ros (Pordenone) |

|            |           |           |
| Minala 87’ | Marcatori | 35’ Ciano |

| Arbitro: | Pinzani (Empoli) |

|                   |           |            |
| Scozzarella 90+4’ | Marcatori | 84’ Caputo |

| Arbitro: | Maresca (Napoli) |

|                   |           |            |
| Caputo 37’ (rig.) | Marcatori | 12’ Masina |

| Carpi 28 aprile 2015, ore 20:30 CEST 38ª giornata | Carpi             | 0 – 0 referto | Bari | Stadio Sandro Cabassi (4.144 spett.)\| Arbitro: \| Pairetto (Torino) \| |
| Arbitro:                                          | Pairetto (Torino) |               |      |                                                                         |

| Arbitro: | Abisso (Palermo) |

|             |           |  |
| De Luca 82’ | Marcatori |  |

| Arbitro: | Di Paolo (Avezzano) |

|                         |           |  |
| Brosco 11’ Oduamadi 90’ | Marcatori |  |

| Arbitro: | Aureliano (Bologna) |

|                                           |           |                       |
| Schiattarella 11’ Bellomo 32’ Boateng 61’ | Marcatori | 55’ Corvia 68’ Benali |

| Arbitro: | Manganiello (Pinerolo) |

|          |           |  |
| Nenè 62’ | Marcatori |  |

### Coppa Italia
| Arbitro: | Sacchi (Macerata) |

|                       |           |           |
| Galano 4’ De Luca 68’ | Marcatori | 60’ Carta |

| Arbitro: | Cervellera (Taranto) |

|          |           |                       |
| Ligi 45’ | Marcatori | 58’ Comi 82’ Pozzebon |

### Statistiche di squadra
| Competizione | Punti | In casa | In casa | In casa | In casa | In casa | In casa | In trasferta | In trasferta | In trasferta | In trasferta | In trasferta | In trasferta | Totale | Totale | Totale | Totale | Totale | Totale | DR |
| Competizione | Punti | G       | V       | N       | P       | Gf      | Gs      | G            | V            | N            | P            | Gf           | Gs           | G      | V      | N      | P      | Gf     | Gs     | DR |
| ------------ | ----- | ------- | ------- | ------- | ------- | ------- | ------- | ------------ | ------------ | ------------ | ------------ | ------------ | ------------ | ------ | ------ | ------ | ------ | ------ | ------ | -- |
| Serie B      | 54    | 21      | 10      | 6       | 5       | 28      | 18      | 21           | 4            | 6            | 11           | 15           | 31           | 42     | 14     | 12     | 16     | 43     | 49     | -6 |
| Coppa Italia | -     | 2       | 1       | 0       | 1       | 3       | 3       | 0            | 0            | 0            | 0            | 0            | 0            | 2      | 1      | 0      | 1      | 3      | 3      | 0  |
| Totale       | 54    | 23      | 11      | 6       | 6       | 31      | 21      | 21           | 4            | 6            | 11           | 15           | 31           | 44     | 15     | 12     | 17     | 46     | 52     | -6 |

### Andamento in campionato
| Giornata  | 1 | 2  | 3  | 4 | 5  | 6  | 7  | 8 | 9 | 10 | 11 | 12 | 13 | 14 | 15 | 16 | 17 | 18 | 19 | 20 | 21 | 22 | 23 | 24 | 25 | 26 | 27 | 28 | 29 | 30 | 31 | 32 | 33 | 34 | 35 | 36 | 37 | 38 | 39 | 40 | 41 | 42 |
| --------- | - | -- | -- | - | -- | -- | -- | - | - | -- | -- | -- | -- | -- | -- | -- | -- | -- | -- | -- | -- | -- | -- | -- | -- | -- | -- | -- | -- | -- | -- | -- | -- | -- | -- | -- | -- | -- | -- | -- | -- | -- |
| Luogo     | T | C  | T  | C | T  | T  | C  | T | C | T  | C  | T  | C  | T  | C  | T  | C  | T  | C  | T  | C  | C  | T  | C  | T  | C  | C  | T  | C  | T  | C  | T  | C  | T  | C  | T  | C  | T  | C  | T  | C  | T  |
| Risultato | V | P  | N  | V | P  | N  | N  | V | V | P  | N  | P  | P  | P  | V  | P  | P  | V  | V  | P  | P  | N  | N  | V  | P  | P  | V  | V  | N  | P  | V  | N  | V  | P  | N  | N  | N  | N  | V  | P  | V  | P  |
| Posizione | 1 | 11 | 10 | 6 | 10 | 10 | 13 | 8 | 4 | 10 | 10 | 11 | 11 | 14 | 11 | 16 | 17 | 14 | 13 | 15 | 15 | 16 | 15 | 14 | 15 | 16 | 12 | 11 | 11 | 11 | 11 | 11 | 11 | 11 | 11 | 11 | 11 | 10 | 10 | 10 | 10 | 10 |

Fonte:  Serie B – Classifiche, su sport.sky.it, Sky Sport. URL consultato il 7 agosto 2014 (archiviato dall'url originale l'11 settembre 2014).
Legenda:

Luogo: C = Casa; T = Trasferta. Risultato: V = Vittoria; N = Pareggio; P = Sconfitta.

### Statistiche dei giocatori
| Giocatore        | Serie B  | Serie B | Serie B     | Serie B    | Coppa Italia | Coppa Italia | Coppa Italia | Coppa Italia | Totale   | Totale | Totale      | Totale     |
| Giocatore        | Presenze | Reti    | Ammonizioni | Espulsioni | Presenze     | Reti         | Ammonizioni  | Espulsioni   | Presenze | Reti   | Ammonizioni | Espulsioni |
| ---------------- | -------- | ------- | ----------- | ---------- | ------------ | ------------ | ------------ | ------------ | -------- | ------ | ----------- | ---------- |
| D. Albadoro      | 0        | 0       | 0           | 0          | 1            | 0            | 0            | 0            | 1        | 0      | 0           | 0          |
| S. Benedetti     | 3        | 0       | 2           | 0          | 0            | 0            | 0            | 0            | 3        | 0      | 2           | 0          |
| N. Bellomo       | 19       | 2       | 3           | 0          | 0            | 0            | 0            | 0            | 19       | 2      | 3           | 0          |
| K. Boateng       | 17       | 3       | 4           | 0          | 0            | 0            | 0            | 0            | 17       | 3      | 4           | 0          |
| M. Calderoni     | 26       | 0       | 5           | 0          | 2            | 0            | 0            | 0            | 28       | 0      | 5           | 0          |
| M. Camporese     | 21       | 0       | 4           | 0          | 1            | 0            | 0            | 0            | 22       | 0      | 4           | 0          |
| F. Caputo        | 38       | 10      | 2           | 1          | 0            | 0            | 0            | 0            | 38       | 10     | 2           | 1          |
| G. Castrovilli   | 1        | 0       | 0           | 0          | 0            | 0            | 0            | 0            | 1        | 0      | 0           | 0          |
| M. Contini       | 28       | 0       | 9           | 1          | 1            | 0            | 1            | 0            | 29       | 0      | 10          | 1          |
| M. Defendi       | 32       | 0       | 5           | 0          | 1            | 0            | 1            | 0            | 33       | 0      | 6           | 0          |
| G. De Luca       | 38       | 8       | 4           | 0          | 2            | 1            | 1            | 1            | 40       | 9      | 5           | 1          |
| M. Donati        | 35       | 2       | 10          | 0          | 0            | 0            | 0            | 0            | 35       | 2      | 10          | 0          |
| A. Donnarumma    | 25       | -35     | 2           | 0          | 2            | -3           | 0            | 0            | 27       | -38    | 2           | 0          |
| O. Ebagua        | 16       | 2       | 3           | 1          | 0            | 0            | 0            | 0            | 16       | 2      | 3           | 1          |
| L. Filippini     | 10       | 0       | 2           | 0          | 0            | 0            | 0            | 0            | 10       | 0      | 2           | 0          |
| A. Gammone       | 0        | 0       | 0           | 0          | 1            | 0            | 0            | 0            | 1        | 0      | 0           | 0          |
| C. Galano        | 34       | 4       | 3           | 0          | 2            | 1            | 0            | 0            | 36       | 5      | 3           | 0          |
| T. Gomelt        | 6        | 0       | 0           | 0          | 0            | 0            | 0            | 0            | 6        | 0      | 0           | 0          |
| E. Guarna        | 15       | -11     | 1           | 0          | 0            | 0            | 0            | 0            | 15       | -11    | 1           | 0          |
| A. Ligi          | 14       | 0       | 4           | 0          | 1            | 1            | 1            | 0            | 15       | 1      | 5           | 0          |
| A. Micai         | 2        | -3      | 0           | 0          | 0            | 0            | 0            | 0            | 2        | -3     | 0           | 0          |
| J. Minala        | 18       | 3       | 6           | 2          | 0            | 0            | 0            | 0            | 18       | 3      | 6           | 2          |
| M. Minicucci     | 1        | 0       | 0           | 0          | 0            | 0            | 0            | 0            | 1        | 0      | 0           | 0          |
| I. Rada          | 4        | 0       | 1           | 1          | 0            | 0            | 0            | 0            | 4        | 0      | 1           | 1          |
| L. Rinaudo       | 11       | 0       | 3           | 0          | 0            | 0            | 0            | 0            | 11       | 0      | 3           | 0          |
| M. Romizi        | 33       | 1       | 10          | 0          | 2            | 0            | 1            | 0            | 35       | 1      | 11          | 0          |
| J. Rossini       | 8        | 0       | 1           | 0          | 2            | 0            | 0            | 0            | 10       | 0      | 1           | 0          |
| A. Rozzi         | 9        | 0       | 1           | 0          | 0            | 0            | 0            | 0            | 9        | 0      | 1           | 0          |
| S. Sabelli       | 31       | 2       | 8           | 2          | 1            | 0            | 0            | 1            | 32       | 2      | 8           | 3          |
| D. Sall          | 0        | 0       | 0           | 0          | 0            | 0            | 0            | 0            | 0        | 0      | 0           | 0          |
| S. Salviato      | 20       | 0       | 4           | 0          | 2            | 0            | 1            | 0            | 22       | 0      | 5           | 0          |
| P. Schiattarella | 17       | 1       | 6           | 1          | 0            | 0            | 0            | 0            | 17       | 1      | 6           | 1          |
| D. Sciaudone     | 19       | 2       | 8           | 0          | 2            | 0            | 1            | 0            | 21       | 2      | 9           | 0          |
| J. Silva         | 0        | 0       | 0           | 0          | 2            | 0            | 0            | 0            | 2        | 0      | 0           | 0          |
| A. Stevanović    | 16       | 1       | 1           | 0          | 0            | 0            | 0            | 0            | 16       | 1      | 1           | 0          |
| A. Stoian        | 8        | 0       | 2           | 0          | 2            | 0            | 0            | 0            | 10       | 0      | 2           | 0          |
| R. Wolski        | 7        | 0       | 1           | 0          | 0            | 0            | 0            | 0            | 7        | 0      | 1           | 0          |